# Lisbon Challenger 1991
Il Lisbon Challenger 1991 è stato un torneo di tennis facente parte della categoria ATP Challenger Series nell'ambito dell'ATP Challenger Series 1991. Il torneo si è giocato a Lisbona in Portogallo dal 22 al 28 aprile 1991 su campi in terra rossa.

## Vincitori

### Singolare
Bart Wuyts ha battuto in finale  Nuno Marques con il punteggio di 6–2, 6–4

### Doppio
David Adams /  Jaime Oncins hanno battuto in finale  Tarik Benhabiles /  Olivier Delaître con il punteggio di 5–7, 6–2, 6–3